# Kings of Leon/Diskografie
Diese Diskografie ist eine Übersicht über die musikalischen Werke der US-amerikanischen Rockband Kings of Leon. Den Quellenangaben zufolge hat sie bisher mehr als 42 Millionen Tonträger verkauft, davon alleine in ihrer Heimat über 6,2 Millionen. Ihre erfolgreichste Veröffentlichung ist das Album Only by the Night mit über 7,9 Millionen verkauften Einheiten.

## Alben

### Studioalben
| Jahr | Titel Musiklabel                              | Höchstplatzierung, Gesamtwochen, AuszeichnungChartplatzierungen (Jahr, Titel, Musiklabel, Platzierungen, Wochen, Auszeichnungen, Anmerkungen) | Höchstplatzierung, Gesamtwochen, AuszeichnungChartplatzierungen (Jahr, Titel, Musiklabel, Platzierungen, Wochen, Auszeichnungen, Anmerkungen) | Höchstplatzierung, Gesamtwochen, AuszeichnungChartplatzierungen (Jahr, Titel, Musiklabel, Platzierungen, Wochen, Auszeichnungen, Anmerkungen) | Höchstplatzierung, Gesamtwochen, AuszeichnungChartplatzierungen (Jahr, Titel, Musiklabel, Platzierungen, Wochen, Auszeichnungen, Anmerkungen) | Höchstplatzierung, Gesamtwochen, AuszeichnungChartplatzierungen (Jahr, Titel, Musiklabel, Platzierungen, Wochen, Auszeichnungen, Anmerkungen) | Höchstplatzierung, Gesamtwochen, AuszeichnungChartplatzierungen (Jahr, Titel, Musiklabel, Platzierungen, Wochen, Auszeichnungen, Anmerkungen) | Anmerkungen                                                    |
| Jahr | Titel Musiklabel                              | DE | AT | CH | UK | US | Rock | Anmerkungen                                                    |
| ---- | --------------------------------------------- | --- | --- | --- | --- | --- | --- | -------------------------------------------------------------- |
| 2003 | Youth & Young Manhood RCA Records (BMG)       | DE52 (2 Wo.)DE | — | — | UK3 ×2Doppelplatin · (63 Wo.)UK | US113 (5 Wo.)US | — | Erstveröffentlichung: 7. Juli 2003 Verkäufe: + 810.000         |
| 2004 | Aha Shake Heartbreak RCA Records (BMG)        | DE39 (3 Wo.)DE | — | — | UK3 ×2Doppelplatin · (61 Wo.)UK | US55 (9 Wo.)US | — | Erstveröffentlichung: 1. November 2004 Verkäufe: + 777.500     |
| 2007 | Because of the Times RCA Records (Sony BMG)   | DE32 Gold · (3 Wo.)DE | AT35 (3 Wo.)AT | CH86 (3 Wo.)CH | UK1 ×3Dreifachplatin · (112 Wo.)UK | US25 (9 Wo.)US | Rock4 (3 Wo.)Rock | Erstveröffentlichung: 30. März 2007 Verkäufe: + 1.230.000      |
| 2008 | Only by the Night RCA Records (Sony BMG)      | DE16 ×3Dreifachplatin · (110 Wo.)DE | AT6 ×2Doppelplatin · (134 Wo.)AT | CH10 Gold · (62 Wo.)CH | UK1 ×10Zehnfachplatin · (165 Wo.)UK | US4 ×2Doppelplatin · (132 Wo.)US | Rock1 (88 Wo.)Rock | Erstveröffentlichung: 19. September 2008 Verkäufe: + 7.936.000 |
| 2010 | Come Around Sundown RCA Records (Sony)        | DE1 Platin · (31 Wo.)DE | AT1 Platin · (19 Wo.)AT | CH1 (26 Wo.)CH | UK1 ×3Dreifachplatin · (46 Wo.)UK | US2 Gold · (37 Wo.)US | Rock1 (36 Wo.)Rock | Erstveröffentlichung: 15. Oktober 2010 Verkäufe: + 2.291.000   |
| 2013 | Mechanical Bull RCA Records (Sony)            | DE2 Gold · (12 Wo.)DE | AT2 Gold · (12 Wo.)AT | CH2 (19 Wo.)CH | UK1 Platin · (48 Wo.)UK | US2 (29 Wo.)US | Rock1 (28 Wo.)Rock | Erstveröffentlichung: 20. September 2013 Verkäufe: + 939.500   |
| 2016 | Walls RCA Records (Sony)                      | DE2 (12 Wo.)DE | AT1 (7 Wo.)AT | CH2 (8 Wo.)CH | UK1 Platin · (39 Wo.)UK | US1 (11 Wo.)US | Rock1 (17 Wo.)Rock | Erstveröffentlichung: 14. Oktober 2016 Verkäufe: + 405.000     |
| 2021 | When You See Yourself RCA Records (Sony)      | DE4 (6 Wo.)DE | AT1 (4 Wo.)AT | CH3 (6 Wo.)CH | UK1 Silber · (6 Wo.)UK | US11 (2 Wo.)US | Rock2 (2 Wo.)Rock | Erstveröffentlichung: 5. März 2021 Verkäufe: + 60.000          |
| 2024 | Can We Please Have Fun Capitol Records (Sony) | DE4 (2 Wo.)DE | AT5 (2 Wo.)AT | CH6 (2 Wo.)CH | UK2 (2 Wo.)UK | US35 (1 Wo.)US | — | Erstveröffentlichung: 10. Mai 2024                             |

grau schraffiert: keine Chartdaten aus diesem Jahr verfügbar

### EPs
- 2003: Holy Roller Novocaine
- 2003: What I Saw
- 2006: Day Old Belgian Blues

## Singles

### Als Leadmusiker
| Jahr | Titel                                          | Höchstplatzierung, Gesamtwochen, AuszeichnungChartplatzierungen (Jahr, Titel, Platzierungen, Wochen, Auszeichnungen, Anmerkungen) | Höchstplatzierung, Gesamtwochen, AuszeichnungChartplatzierungen (Jahr, Titel, Platzierungen, Wochen, Auszeichnungen, Anmerkungen) | Höchstplatzierung, Gesamtwochen, AuszeichnungChartplatzierungen (Jahr, Titel, Platzierungen, Wochen, Auszeichnungen, Anmerkungen) | Höchstplatzierung, Gesamtwochen, AuszeichnungChartplatzierungen (Jahr, Titel, Platzierungen, Wochen, Auszeichnungen, Anmerkungen) | Höchstplatzierung, Gesamtwochen, AuszeichnungChartplatzierungen (Jahr, Titel, Platzierungen, Wochen, Auszeichnungen, Anmerkungen) | Höchstplatzierung, Gesamtwochen, AuszeichnungChartplatzierungen (Jahr, Titel, Platzierungen, Wochen, Auszeichnungen, Anmerkungen) | Anmerkungen                                                   |
| Jahr | Titel                                          | DE | AT | CH | UK | US | Rock | Anmerkungen                                                   |
| --- | ---------------------------------------------- | --- | --- | --- | --- | --- | --- | ------------------------------------------------------------- |
| 2003 | Holy Roller Novocaine Holy Roller Novocaine EP | — | — | — | UK53 (1 Wo.)UK | — | — | Erstveröffentlichung: 18. Februar 2003                        |
| 2003 | What I Saw What I Saw EP                       | — | — | — | UK22 (3 Wo.)UK | — | — | Erstveröffentlichung: 26. Mai 2003                            |
| 2003 | Molly’s Chambers Youth and Young Manhood       | — | — | — | UK23 Silber · (3 Wo.)UK | — | — | Erstveröffentlichung: 11. August 2003 Verkäufe: + 200.000     |
| 2003 | Wasted Time Youth and Young Manhood            | — | — | — | UK51 (2 Wo.)UK | — | — | Erstveröffentlichung: 20. Oktober 2003                        |
| 2004 | California Waiting Youth and Young Manhood     | — | — | — | UK61 (1 Wo.)UK | — | — | Erstveröffentlichung: 16. Februar 2004                        |
| 2004 | The Bucket Aha Shake Heartbreak                | — | — | — | UK16 Gold · (3 Wo.)UK | — | Rock23 (9 Wo.)Rock | Erstveröffentlichung: 25. Oktober 2004 Verkäufe: + 400.000    |
| 2005 | Four Kicks Aha Shake Heartbreak                | — | — | — | UK24 (3 Wo.)UK | — | — | Erstveröffentlichung: 10. Januar 2005                         |
| 2005 | King of the Rodeo Aha Shake Heartbreak         | — | — | — | UK41 (2 Wo.)UK | — | — | Erstveröffentlichung: 11. April 2005                          |
| 2007 | On Call Because of the Times                   | — | — | — | UK18 Silber · (10 Wo.)UK | — | — | Erstveröffentlichung: 26. März 2007 Verkäufe: + 248.000       |
| 2007 | Fans Because of the Times                      | — | — | — | UK13 Gold · (18 Wo.)UK | — | — | Erstveröffentlichung: 9. Juli 2007 Verkäufe: + 407.500        |
| 2008 | Sex on Fire Only by the Night                  | DE33 ×3Dreifachplatin · (83 Wo.)DE                                                                                                | AT29 Platin · (91 Wo.)AT | CH35 (35 Wo.)CH | UK1 ×7Siebenfachplatin · (132 Wo.)UK                                                                                              | US56 Platin · (20 Wo.)US | Rock1 (49 Wo.)Rock | Erstveröffentlichung: 5. September 2008 Verkäufe: + 8.491.752 |
| 2008 | Use Somebody Only by the Night                 | DE9 Platin · (39 Wo.)DE | AT12 Gold · (51 Wo.)AT | CH9 Gold · (44 Wo.)CH | UK2 ×5Fünffachplatin · (167 Wo.)UK                                                                                                | US4 Platin · (57 Wo.)US | Rock1 (51 Wo.)Rock | Erstveröffentlichung: 8. Dezember 2008 Verkäufe: + 5.430.000  |
| 2009 | Revelry Only by the Night                      | — | — | — | UK29 Gold · (10 Wo.)UK | — | — | Erstveröffentlichung: 2. März 2009 Verkäufe: + 500.000        |
| 2009 | Notion Only by the Night                       | DE69 (4 Wo.)DE | — | — | UK— SilberUK | US99 (1 Wo.)US | Rock1 (22 Wo.)Rock | Erstveröffentlichung: 29. Juni 2009 Verkäufe: + 235.000       |
| 2009 | Crawl Only by the Night                        | — | — | — | — | — | Rock40 (2 Wo.)Rock | Erstveröffentlichung: 27. Oktober 2009                        |
| 2010 | Radioactive Come Around Sundown                | DE41 (6 Wo.)DE | AT30 (10 Wo.)AT | CH69 (1 Wo.)CH | UK7 Gold · (9 Wo.)UK | US37 (5 Wo.)US | Rock1 (20 Wo.)Rock | Erstveröffentlichung: 6. September 2010 Verkäufe: + 477.500   |
| 2010 | The End Come Around Sundown                    | — | — | — | — | US82 (1 Wo.)US | — | Erstveröffentlichung: 23. Oktober 2010                        |
| 2010 | Pyro Come Around Sundown                       | DE48 (5 Wo.)DE | AT43 (1 Wo.)AT | CH74 (2 Wo.)CH | UK69 Gold · (1 Wo.)UK | — | Rock16 (12 Wo.)Rock | Erstveröffentlichung: 22. November 2010 Verkäufe: + 495.000   |
| 2013 | Supersoaker Mechanical Bull                    | DE76 (1 Wo.)DE | — | — | UK32 Silber · (6 Wo.)UK | — | Rock9 (17 Wo.)Rock | Erstveröffentlichung: 17. Juli 2013 Verkäufe: + 253.000       |
| 2013 | Wait for Me Mechanical Bull                    | DE34 (5 Wo.)DE | AT29 (7 Wo.)AT | CH39 (2 Wo.)CH | UK31 Silber · (6 Wo.)UK | — | Rock10 (17 Wo.)Rock | Erstveröffentlichung: 5. August 2013 Verkäufe: + 230.000      |
| 2013 | Temple Mechanical Bull                         | — | — | — | — | — | Rock20 (18 Wo.)Rock | Erstveröffentlichung: 14. Oktober 2013                        |
| 2014 | Family Tree Mechanical Bull                    | — | — | — | — | — | Rock33 (6 Wo.)Rock | Erstveröffentlichung: 17. Juni 2014                           |
| 2016 | Waste a Moment Walls                           | DE95 (1 Wo.)DE | AT56 (2 Wo.)AT | CH57 (1 Wo.)CH | UK45 Platin · (10 Wo.)UK | — | Rock1 (27 Wo.)Rock | Erstveröffentlichung: 9. September 2016 Verkäufe: + 660.000   |
| 2016 | Walls                                          | — | — | — | UK97 Silber · (1 Wo.)UK | — | — | Erstveröffentlichung: 23. September 2016 Verkäufe: + 200.000  |
| 2016 | Reverend Walls                                 | — | — | — | UK87 (1 Wo.)UK | — | Rock9 (22 Wo.)Rock | Erstveröffentlichung: 14. Oktober 2016                        |
| 2016 | Find Me Walls                                  | — | — | — | UK90 Silber · (1 Wo.)UK | — | — | Erstveröffentlichung: 14. Oktober 2016 Verkäufe: + 230.000    |
| 2021 | The Bandit When You See Yourself               | — | — | — | UK74 (2 Wo.)UK | — | Rock18 (14 Wo.)Rock | Erstveröffentlichung: 7. Januar 2021                          |
| 2024 | Mustang Can We Please Have Fun                 | — | — | — | — | — | — | Erstveröffentlichung: 22. Februar 2024                        |
| 2024 | Split Screen Can We Please Have Fun            | — | — | — | — | — | — | Erstveröffentlichung: 29. März 2024                           |
| 2024 | Nothing to Do Can We Please Have Fun           | — | — | — | — | — | — | Erstveröffentlichung: 19. April 2024                          |
| Folgende Lieder erschienen nicht als Single, wurden aber durch das Album zum Download und Streaming bereitgestellt und konnten somit eine Platzierung erlangen: |                                                | | | | | | |                                                               |
| |                                                | | | | | | |                                                               |
| 2021 | Stormy Weather When You See Yourself           | — | — | — | UK88 (1 Wo.)UK | — | Rock36 (1 Wo.)Rock | Charteinstieg: 12. März 2021                                  |

grau schraffiert: keine Chartdaten aus diesem Jahr verfügbar

### Als Gastmusiker
| Jahr | Titel    | Höchstplatzierung, Gesamtwochen, AuszeichnungChartplatzierungen (Jahr, Titel, Platzierungen, Wochen, Auszeichnungen, Anmerkungen) | Höchstplatzierung, Gesamtwochen, AuszeichnungChartplatzierungen (Jahr, Titel, Platzierungen, Wochen, Auszeichnungen, Anmerkungen) | Höchstplatzierung, Gesamtwochen, AuszeichnungChartplatzierungen (Jahr, Titel, Platzierungen, Wochen, Auszeichnungen, Anmerkungen) | Höchstplatzierung, Gesamtwochen, AuszeichnungChartplatzierungen (Jahr, Titel, Platzierungen, Wochen, Auszeichnungen, Anmerkungen) | Höchstplatzierung, Gesamtwochen, AuszeichnungChartplatzierungen (Jahr, Titel, Platzierungen, Wochen, Auszeichnungen, Anmerkungen) | Höchstplatzierung, Gesamtwochen, AuszeichnungChartplatzierungen (Jahr, Titel, Platzierungen, Wochen, Auszeichnungen, Anmerkungen) | Anmerkungen                                                         |
| Jahr | Titel    | DE | AT | CH | UK | US | Rock | Anmerkungen                                                         |
| ---- | -------- | --- | --- | --- | --- | --- | --- | ------------------------------------------------------------------- |
| 2025 | Bowery – | — | — | — | UK89 (… Wo.)UK | US81 (… Wo.)US | — | Erstveröffentlichung: 8. August 2025 Zach Bryan feat. Kings of Leon |

## Videoalben und Musikvideos

### Videoalben
| Jahr | Titel Musiklabel                           | Höchstplatzierung, Gesamtwochen, AuszeichnungChartplatzierungen (Jahr, Titel, Musiklabel, Platzierungen, Wochen, Auszeichnungen, Anmerkungen) | Höchstplatzierung, Gesamtwochen, AuszeichnungChartplatzierungen (Jahr, Titel, Musiklabel, Platzierungen, Wochen, Auszeichnungen, Anmerkungen) | Höchstplatzierung, Gesamtwochen, AuszeichnungChartplatzierungen (Jahr, Titel, Musiklabel, Platzierungen, Wochen, Auszeichnungen, Anmerkungen) | Höchstplatzierung, Gesamtwochen, AuszeichnungChartplatzierungen (Jahr, Titel, Musiklabel, Platzierungen, Wochen, Auszeichnungen, Anmerkungen) | Höchstplatzierung, Gesamtwochen, AuszeichnungChartplatzierungen (Jahr, Titel, Musiklabel, Platzierungen, Wochen, Auszeichnungen, Anmerkungen) | Anmerkungen                             |
| Jahr | Titel Musiklabel                           | DE | AT | CH | UK | US | Anmerkungen                             |
| ---- | ------------------------------------------ | --- | --- | --- | --- | --- | --------------------------------------- |
| 2004 | Yesterday and Today: Live in Spain 2004    | — | — | — | — | — | Erstveröffentlichung: 2009              |
| 2009 | Live at the O2 London, England RCA Records | — | — | CH9 (1 Wo.)CH | UK7 Platin · (79 Wo.)UK | US— GoldUS | Erstveröffentlichung: 10. November 2009 |

### Musikvideos
| Jahr | Titel             | Regie             |
| ---- | ----------------- | ----------------- |
| 2003 | Red Morning Light | Douglas Biro      |
| 2003 | Molly’s Chambers  | Honey             |
| 2003 | Wasted Time       | Mark Pellington   |
| 2004 | The Bucket        | Patrick Daughters |
| 2005 | Four Kicks        | Patrick Daughters |
| 2005 | King of the Rodeo | Patrick Daughters |
| 2007 | On Call           | Adria Petty       |
| 2007 | Charmer           | Robert Hales      |
| 2008 | Crawl             | Nick Wickham      |
| 2008 | Sex on Fire       | Sophie Muller     |
| 2008 | Use Somebody      | Sophie Muller     |
| 2009 | Notion            | Phil Griffin      |
| 2010 | Radioactive       | Sophie Muller     |
| 2010 | Pyro              | Patrick Daughters |
| 2011 | Back Down South   | Casey McGrath     |
| 2013 | Supersoaker       | W.I.Z.            |
| 2013 | Beautiful War     | Casey McGrath     |
| 2014 | Temple            |                   |
| 2016 | Waste a Moment    | Dimitri Basil     |
| 2016 | WALLS             | Dimitri Basil     |
| 2016 | Around the World  |                   |
| 2016 | Find Me           |                   |
| 2017 | Reverend          |                   |

## Boxsets
| Jahr | Titel                                                               | Höchstplatzierung, Gesamtwochen, AuszeichnungChartplatzierungen (Jahr, Titel, Platzierungen, Wochen, Auszeichnungen, Anmerkungen) | Höchstplatzierung, Gesamtwochen, AuszeichnungChartplatzierungen (Jahr, Titel, Platzierungen, Wochen, Auszeichnungen, Anmerkungen) | Höchstplatzierung, Gesamtwochen, AuszeichnungChartplatzierungen (Jahr, Titel, Platzierungen, Wochen, Auszeichnungen, Anmerkungen) | Höchstplatzierung, Gesamtwochen, AuszeichnungChartplatzierungen (Jahr, Titel, Platzierungen, Wochen, Auszeichnungen, Anmerkungen) | Höchstplatzierung, Gesamtwochen, AuszeichnungChartplatzierungen (Jahr, Titel, Platzierungen, Wochen, Auszeichnungen, Anmerkungen) | Anmerkungen                                            |
| Jahr | Titel                                                               | DE | AT | CH | UK | US | Anmerkungen                                            |
| ---- | ------------------------------------------------------------------- | --- | --- | --- | --- | --- | ------------------------------------------------------ |
| 2008 | Youth & Young Manhood / Aha Shake Heartbreak RCA Records (Sony BMG) | — | — | — | UK67 Silber · (3 Wo.)UK | — | Erstveröffentlichung: 21. Juni 2008 Verkäufe: + 95.000 |
| 2009 | Boxed                                                               | — | — | — | UK20 Gold · (10 Wo.)UK | — | Erstveröffentlichung: 4. Juli 2009 Verkäufe: + 100.000 |

## Promoveröffentlichungen
| Jahr | Titel Album                         | Anmerkungen                                                               |
| ---- | ----------------------------------- | ------------------------------------------------------------------------- |
| 2007 | Charmer Because of the Times        | Erstveröffentlichung: 2007                                                |
| 2008 | Knocked Up Because of the Times     | Erstveröffentlichung: 2008                                                |
| 2008 | Manhattan Because of the Times      | Erstveröffentlichung: 2. September 2008 · UK: Silber; Verkäufe: + 235.000 |
| 2011 | The Immortals Come Around Sundown   | Erstveröffentlichung: 21. März 2011                                       |
| 2011 | Back Down South Come Around Sundown | Erstveröffentlichung: 27. Juni 2011                                       |

## Statistik

### Chartauswertung
|                     | DE    | AT    | CH    | UK     | US    | Rock      |
| ------------------- | ----- | ----- | ----- | ------ | ----- | --------- |
| Nummer-eins-Alben   | DE1DE | AT3AT | CH1CH | UK6UK  | US1US | Rock4Rock |
| Top-10-Alben        | DE5DE | AT6AT | CH6CH | UK9UK  | US4US | Rock5Rock |
| Alben in den Charts | DE9DE | AT7AT | CH7CH | UK11UK | US9US | Rock5Rock |

|                       | DE    | AT    | CH    | UK     | US    | Rock       |
| --------------------- | ----- | ----- | ----- | ------ | ----- | ---------- |
| Nummer-eins-Singles   | DE—DE | AT—AT | CH—CH | UK1UK  | US—US | Rock5Rock  |
| Top-10-Singles        | DE1DE | AT—AT | CH1CH | UK3UK  | US1US | Rock8Rock  |
| Singles in den Charts | DE8DE | AT6AT | CH6CH | UK24UK | US6US | Rock15Rock |

|                          | DE    | AT    | CH    | UK    | US    |
| ------------------------ | ----- | ----- | ----- | ----- | ----- |
| Nummer-eins-Videoalben   | DE—DE | AT—AT | CH—CH | UK—UK | US—US |
| Top-10-Videoalben        | DE—DE | AT—AT | CH1CH | UK1UK | US—US |
| Videoalben in den Charts | DE—DE | AT—AT | CH1CH | UK1UK | US—US |

### Auszeichnungen für Musikverkäufe
| Land/RegionAuszeichnungen für Musikverkäufe (Land/Region, Auszeichnungen, Verkäufe, Quellen) | Silber       | Gold       | Platin         | Diamant  | Verkäufe    | Quellen                                                   |
| -------------------------------------------------------------------------------------------- | ------------ | ---------- | -------------- | -------- | ----------- | --------------------------------------------------------- |
| Australien (ARIA)                                                                            | —            | 6× Gold6   | 49× Platin49   | —        | 3.282.500   | aria.com.au                                               |
| Belgien (BRMA)                                                                               | —            | 3× Gold3   | 3× Platin3     | —        | 135.000     | ultratop.be                                               |
| Dänemark (IFPI)                                                                              | —            | 2× Gold2   | 9× Platin9     | —        | 330.000     | ifpi.dk hitlisten.nu                                      |
| Deutschland (BVMI)                                                                           | —            | 2× Gold2   | 8× Platin8     | —        | 2.500.000   | musikindustrie.de                                         |
| Europa (IFPI)                                                                                | —            | —          | 4× Platin4     | —        | (4.000.000) | ifpi.org (Memento vom 1. Januar 2014 im Internet Archive) |
| Finnland (IFPI)                                                                              | —            | 3× Gold3   | —              | —        | 29.899      | ifpi.fi                                                   |
| Golf-Kooperationsrat (IFPI)                                                                  | —            | —          | Platin1        | —        | 6.000       | ifpi.org                                                  |
| Irland (IRMA)                                                                                | —            | 2× Gold2   | 13× Platin13   | —        | 205.000     | irishcharts.ie                                            |
| Italien (FIMI)                                                                               | —            | 2× Gold2   | Platin1        | —        | 95.000      | fimi.it                                                   |
| Kanada (MC)                                                                                  | —            | Gold1      | 6× Platin6     | —        | 520.000     | musiccanada.com                                           |
| Mexiko (AMPROFON)                                                                            | —            | 9× Gold9   | 7× Platin7     | Diamant1 | 1.010.000   | amprofon.com.mx                                           |
| Neuseeland (RMNZ)                                                                            | —            | 4× Gold4   | 35× Platin35   | —        | 850.000     | radioscope.co.nz NZ2                                      |
| Niederlande (NVPI)                                                                           | —            | Gold1      | Platin1        | —        | 85.000      | nvpi.nl                                                   |
| Österreich (IFPI)                                                                            | —            | 2× Gold2   | 4× Platin4     | —        | 112.500     | ifpi.at                                                   |
| Polen (ZPAV)                                                                                 | —            | Gold1      | 6× Platin6     | —        | 130.000     | olis.pl                                                   |
| Portugal (AFP)                                                                               | —            | 2× Gold2   | 4× Platin4     | —        | 57.500      | Einzelnachweise                                           |
| Schweden (IFPI)                                                                              | —            | 3× Gold3   | —              | —        | 60.000      | sverigetopplistan.se                                      |
| Schweiz (IFPI)                                                                               | —            | 2× Gold2   | —              | —        | 30.000      | hitparade.ch                                              |
| Spanien (Promusicae)                                                                         | —            | Gold1      | 2× Platin2     | —        | 150.000     | elportaldemusica.es                                       |
| Südafrika (RISA)                                                                             | —            | —          | Platin1        | —        | 40.000      | Einzelnachweise                                           |
| Vereinigte Staaten (RIAA)                                                                    | —            | 2× Gold2   | 5× Platin5     | —        | 6.273.000   | riaa.com                                                  |
| Vereinigtes Königreich (BPI)                                                                 | 11× Silber11 | 6× Gold6   | 37× Platin37   | —        | 18.651.000  | bpi.co.uk                                                 |
| Insgesamt                                                                                    | 11× Silber11 | 54× Gold54 | 196× Platin196 | Diamant1 |             |                                                           |